# Championnat du monde junior de hockey sur glace 1978
Navigation
Tchécoslovaquie 1977 Suède 1979
La seconde édition du championnat du monde junior de hockey sur glace a eu lieu au Canada dans les villes de Montréal, Hull, Québec, Chicoutimi et Cornwall. La compétition s'est déroulée entre le 22 décembre 1977 et le 3 janvier 1978.

## Déroulement de la compétition
Huit nations participent une nouvelle fois au championnat du monde junior mais la Fédération internationale de hockey sur glace décide de changer le mode de jeu. Au lieu d'avoir une unique poule, les équipes sont classées en deux groupes à l'intérieur duquel les équipes vont se rencontrer et être classées. À l'issue de ce premier tour, les équipes sont encore classées en deux groupes avec les deux meilleures de chaque groupe jouant pour une qualification pour un ultime match pour la médaille d'or. Les deux autres équipes de chaque groupe du premier tour jouent pour la descente (en 1979, seize nations vont participer).

## Premier tour

### Groupe A
|            | Suè. | URSS | Fin. | Sui. |   | V | N | D  | BP | BC |
| ---------- | ---- | ---- | ---- | ---- | - | - | - | -- | -- | -- |
| 1 Suède    |      | 6–3  | 4–4  | 8–1  | 2 | 1 | 0 | 18 | 8  |    |
| 2 URSS     | 3–6  |      | 10–4 | 18–1 | 2 | 0 | 1 | 31 | 11 |    |
| 3 Finlande | 4–4  | 4–10 |      | 8–1  | 1 | 1 | 1 | 16 | 15 |    |
| 4 Suisse   | 1–8  | 1–18 | 1–8  |      | 0 | 0 | 3 | 3  | 34 |    |

### Groupe B
|                      | Can. | Tch. | U.S.A. | All. |   | V | N | D  | BP | BC |
| -------------------- | ---- | ---- | ------ | ---- | - | - | - | -- | -- | -- |
| 1 Canada             |      | 9–3  | 6–3    | 8–0  | 3 | 0 | 0 | 23 | 6  |    |
| 2 Tchécoslovaquie    | 3–9  |      | 8–5    | 5–4  | 2 | 0 | 1 | 16 | 18 |    |
| 3 États-Unis         | 3–6  | 5–8  |        | 8–4  | 1 | 0 | 2 | 16 | 18 |    |
| 4 Allemagne fédérale | 0–8  | 4–5  | 4–8    |      | 0 | 0 | 3 | 8  | 21 |    |

## Second tour

### Poule de relégation
|                      | U.S.A. | Fin. | All. | Sui. |   | V | N | D  | BP | BC |
| -------------------- | ------ | ---- | ---- | ---- | - | - | - | -- | -- | -- |
| 5 États-Unis         |        | 8–6  | 6–5  | 11–1 | 3 | 0 | 0 | 25 | 12 |    |
| 6 Finlande           | 6–8    |      | 4–1  | 9–1  | 2 | 0 | 1 | 19 | 10 |    |
| 7 Allemagne fédérale | 5–6    | 1–4  |      | 6–2  | 1 | 0 | 2 | 12 | 12 |    |
| 8 Suisse             | 1–11   | 1–9  | 2–6  |      | 0 | 0 | 3 | 4  | 26 |    |

Les Suisses joueront l'édition suivante dans la seconde division.

### Poule de qualification
|                   | URSS | Suè. | Can. | Tch. |   | V | N | D  | BP | BC |
| ----------------- | ---- | ---- | ---- | ---- | - | - | - | -- | -- | -- |
| 1 URSS            |      | 5–0  | 3–2  | 6–1  | 3 | 0 | 0 | 14 | 3  |    |
| 2 Suède           | 0–5  |      | 6–5  | 1–1  | 1 | 1 | 1 | 7  | 11 |    |
| 3 Canada          | 2–3  | 5–6  |      | 6–3  | 1 | 0 | 2 | 13 | 12 |    |
| 4 Tchécoslovaquie | 1–6  | 1–1  | 3–6  |      | 0 | 1 | 2 | 5  | 13 |    |

## Match pour la médaille d'or
Le match pour la médaille d'or s'est tenu le 3 janvier 1978 dans la ville de Montréal et a vu la victoire de l'URSS sur la Suède sur le score de 5 buts à 2 — 2–1, 2–1 et 1–0 lors des différentes périodes. Les soviétiques remportent alors leur seconde médaille d'or junior.

## Classement final
|        | Équipe          |
| ------ | --------------- |
| Or     | URSS            |
| Argent | Suède           |
| Bronze | Canada          |
| 4      | Tchécoslovaquie |
| 5      | États-Unis      |
| 6      | Finlande        |
| 7      | Allemagne       |
| 8      | Suisse          |

Au cours de cette édition, le Canada finit à la troisième place mais avec ses 16 ans, le jeune canadien Wayne Gretzky rentre dans l'histoire comme le plus jeune joueur participant à une compétition internationale. Il inscrit également 8 buts au cours du tournoi et est élu meilleur joueur et meilleur attaquant de l'édition.